# آنا تورو
آنا چارمیشل تورو (به انگلیسی: Anna Charmichael Torv) (زاده ۷ ژوئن ۱۹۷۹ ملبورن) بازیگر استرالیایی است که به واسطه بازی در نقش اولیویا دانم در مجموعه تلویزیونی فرینج به شهرت رسیده است.

## کودکی
آنا متولد شهر ملبورن در استرالیا است و یک برادر کوچک‌تر به نام دیلان دارد. عمه وی نیز به مدت بیش از ۳۰ سال همسر روپرت مرداک بوده.
آنا دانش‌آموخته موسسه ملی هنر دراماتیک در رشته هنرهای نمایشی است.

## زندگی شخصی
وی به مدت یک‌سال با بازیگر سریال فرینج، مارک ولی ازدواج کرده و سپس از هم جدا شدند.

## فیلم‌شناسی
- یقه سفید آبی (۲۰۰۲)
- شیرهای جوان (۲۰۰۲)
- نورهای مسافر (۲۰۰۳)
- دختران مک‌لئود (۲۰۰۴)
- زندگی مخفی ما (۲۰۰۵-۲۰۰۴)
- کتاب الهام (۲۰۰۶)
- شمشیر آسمانی (۲۰۰۷)
- فراک‌اشتاین (۲۰۰۷)
- دلبر (۲۰۰۸)
- مهلت گالیپولی
- فرینج (۲۰۱۳-۲۰۰۸)
- اقیانوس آرام (۲۰۱۰) در نقش ویرجینیا گری
- باز (۲۰۱۳)
- فیلم شمشیر آسمانی (۲۰۱۴)
- دختر (۲۰۱۵)
- شکارچی ذهن(۲۰۱۷)
- استفانی(۲۰۱۷)
- آخرین بازمانده از ما (۲۰۲۲)